# Selección de fútbol del Valle del Cauca
La selección de fútbol del Valle del Cauca es el equipo formado por jugadores Vallecaucanos que representa a la Liga Vallecaucana de fútbol. El equipo es uno de los más fuertes y ganadores en la historia del fútbol aficionado en Colombia; a tal punto que incluso representó al país en los Juegos Bolivarianos de 1951 donde obtuvo el segundo título internacional para el fútbol colombiano.
En 1951 se presentó un hecho que no tiene antecedentes en el fútbol nacional. La selección Valle que dirigía Carlos Tulio «el Marqués» Obonaga, por su gran calidad, fue en su totalidad vestida con el uniforme de la selección Colombia para que participara en los III Juegos Bolivarianos que se cumplieron en Caracas en disputa del torneo la selección ganó tres de cuatro partidos y logró la medalla de oro en esos juegos.

## Historia
En los años 30 el fútbol del Valle del Cauca se estructuró bajo la directriz de la Liga Vallecaucana, años antes entre 1927 y 1928, se habían disputado en el Valle los I Juegos Deportivos Nacionales, donde el fútbol acaparo toda la atención. Antes de la creación del Fútbol Profesional Colombiano en 1948, solo se realizaban torneos departamentales en los que siempre ganó la selección del Valle.
Sin embargo, fue hasta los años 50 cuando la selección empezó a cosechar gran número de títulos y logros, ganando casi la totalidad de campeonatos. En 1950 en Santa Marta, 1951 en Popayán, 1954 en los Juegos Nacionales de Cali; 1955 en Ibagué, 1956 en Medellín, quizás una de las mejores selecciones; 1957 en Pasto y 1958 en Cali. En 1951 la selección Valle fue vestida con el uniforme de la selección Colombia para representar al país en los Juegos Bolivarianos de 1951 en Caracas. En su participación ganó cuatro partidos y perdió 1, terminando en el primer lugar y adjudicándose la medalla de oro.
En 1957 fue nuevamente la base total para representar de la selección Colombia, esta vez en el Campeonato Sudamericano de Fútbol (actual Copa América), en donde terminó en la quinta posición. El hecho más relevante de esa participación fue la victoria por 1-0 obtenida sobre el fuerte equipo uruguayo.
La selección Valle, como se le conoce popularmente, fue uno de los equipos aficionados más importantes de Colombia en las décadas de los 40, 50 y 60, muestra de ello son los títulos nacionales obtenidos en esos periodos así como los enfrentamientos internacionales con clubes de la talla de River Plate y Sporting Cristal.
Uno de los partidos amistosos más recordados fue el disputado el 27 de enero de 1957 en Cali ante 20.000 espectadores y con una recaudación de $75.367 pesos, cuando le empató 2-2 al River Plate de Argentina. El 27 de abril de 1958, la selección Valle goleó al Sporting Cristal del Perú, que tenía en sus filas a hombres como el sensacional portero Asca y otros bien conocidos en el medio colombiano como «Tachero» Martínez, Raúl Pini, Jorge Lama y Vides Mosquera. Esa tarde ganó el equipo aficionado del Valle por paliza de 5-0.
Desde los años 80 el fútbol amateur se dividió en categorías y el valle solo compite con equipos juveniles en los diferentes torneos, además de la categoría sénior y máster, logrando más de 100 títulos en la rama masculina y femenina. destacamos uno de los planteles de selección valle prejuvenil más recordado el del 1992.  del dt.  Nelson Abadía que fue campeón Nacional de la copa castalia.  equipo que contaba con grandes jugadores.  Jerson González- Wilmer ortegon - Arley Dinas  - Frankie Oviedo - Giovanni Hernández - Edwin tofino. - jenry Zambrano -  leonardo Moreno - Jairo Castillo - Néstor Salazar - Andrés Borrero -  de la categoría sub-17 del país el goleador del torneo con 11 anotaciones. edwin tofino llamado en cali como el ( ángel del gol ). selección que contaba con la base futura de la selección Colombia sub-17. Para el campeonato sudamericano del 92,   base también del América de Cali sub-17.  que aportaba 8 jugadores a esta selección valle.

## Partidos oficiales
Representando a Colombia en Juegos Bolivarianos y Copa América
| Fecha                   | Lugar   | Rival     | Resultado | Encuentro               |
| ----------------------- | ------- | --------- | --------- | ----------------------- |
| 5 de diciembre de 1951  | Caracas | Perú      | 1:0       | Campeonato Bolivariano  |
| 9 de diciembre de 1951  | Caracas | Panamá    | 1:2       | Campeonato Bolivariano  |
| 17 de diciembre de 1951 | Caracas | Ecuador   | 1:0       | Campeonato Bolivariano  |
| 21 de diciembre de 1951 | Caracas | Venezuela | 2:1       | Campeonato Bolivariano  |
| 13 de marzo de 1957     | Lima    | Argentina | 2:8       | Campeonato Sudamericano |
| 17 de marzo de 1957     | Lima    | Uruguay   | 1:0       | Campeonato Sudamericano |
| 21 de marzo de 1957     | Lima    | Chile     | 2:3       | Campeonato Sudamericano |
| 24 de marzo de 1957     | Lima    | Brasil    | 0:9       | Campeonato Sudamericano |
| 27 de marzo de 1957     | Lima    | Perú      | 1:4       | Campeonato Sudamericano |
| 1 de abril de 1957      | Lima    | Ecuador   | 4:2       | Campeonato Sudamericano |

## Partidos amistosos
| Fecha               | Lugar | Rival            | Resultado | Encuentro |
| ------------------- | ----- | ---------------- | --------- | --------- |
| 27 de enero de 1957 | Cali  | River Plate      | 2:2       | Amistoso  |
| 27 de abril de 1958 | Cali  | Sporting Cristal | 5:0       | Amistoso  |

## Entrenadores
- Carlos Tulio Obonaga (1951-1954)[1]
- György Orth (1955-1957)
- Edgar Mallarino (1958-1960)

## Palmarés

### Internacional
- Juegos Bolivarianos:  Medalla de oro (1): 1951 (como selección Colombia)
- Copa Internacional La Esperanza: 1995

### Torneos nacionalesamateur
- Campeonato Nacional Codefutbol (7): 1951, 1955, 1956, 1957, 1958, 1959, 1966.[4]
- Juegos Nacionales (4): Santa Marta 1950, Cali 1954, Bucaramanga 1996, Cali 2008

### Torneos nacionales juveniles
- Nacional Juvenil (4): 1992, 1996, 2006, 2022[5]
- Subcampeón Nacional Juvenil (4): 1991, 2002, 2010, 2014
- Nacional Prejuvenil (14): 1964, 1985, 1986, 1992, 1995, 1996, 1999, 2003, 2006, 2008, 2009, 2011, 2015, 2022[6]
- Subcampeón Nacional Prejuvenil (3):2010, 2012 y 2014.
- Nacional Infantil (3): 2010, 2012, 2021.
- Subcampeón Nacional Infantil: 2015.

### Torneo nacionales femeninos
- Campeonato Femenino: 2012
- Subcampeón Campeonato Femenino: 2010
- Campeonato Femenino Juvenil: 2014
- Subcampeón Campeonato Femenino Juvenil: 2015
- Campeonato Femenino Infantil (1): 2015